# Pseudocreobotra ocellata
Pseudocreobotra ocellata es una especie de mantis de la familia Hymenopodidae.

## Distribución geográfica
Se encuentra en Angola, Burkina Faso, Ghana, Guinea, Camerún, Kenia, Congo Mozambique Nigeria, Senegal, Sierra Leona, Tanzania, Togo y en  Uganda.